# Terry Carpenter
Terry McGovern Carpenter (* 28. März 1900 in Cedar Rapids, Iowa; † 27. April 1978 in Scottsbluff, Nebraska) war ein US-amerikanischer Politiker. Zwischen 1933 und 1935 vertrat er den fünften Wahlbezirk des Bundesstaates Nebraska im US-Repräsentantenhaus.

## Werdegang
Terry Carpenter besuchte die öffentlichen Schulen in Cedar Rapids. Im Jahr 1916 zog er nach Scottsbluff in Nebraska, wo er in verschiedenen Stellungen bei einer Eisenbahngesellschaft beschäftigt war. In den Jahren 1922 und 1923 verkaufte er Tabakwaren und Süßigkeiten. 1923 zog er nach Long Beach in Kalifornien. Dort leitete er die Gas- und Wasserversorgung der Stadtwerke. Im Jahr 1927 kehrte er nach Scottsbluff zurück und betrieb eine Autowerkstatt sowie einen Kohlenhandel. Zwischen 1942 und 1945 war Terry Carpenter während des Zweiten Weltkriegs Major im Fliegercorps der US-Armee.
Carpenters politische Laufbahn war von insgesamt fünf Parteiwechseln zwischen der Demokratischen und der Republikanischen Partei geprägt. Im Jahr 1931 kandidierte er erfolglos für das Amt des Bürgermeisters von Scottsbluff. Bei den Kongresswahlen des Jahres 1932 wurde er als Demokrat im fünften Distrikt von Nebraska in das US-Repräsentantenhaus gewählt, wo er am 4. März 1933 Ashton C. Shallenberger ablöste. Da er bei den Wahlen des Jahres 1934 auf eine erneute Kandidatur verzichtete, konnte er bis zum 3. Januar 1935 nur eine Legislaturperiode im Kongress absolvieren.
Noch im Jahr 1934 bewarb sich Carpenter innerhalb der Demokratischen Partei erfolglos um die Nominierung für das Amt des Gouverneurs von Nebraska. In den folgenden Jahrzehnten kandidierte er vergeblich für weitere politische Ämter. 1936, 1942, 1948, 1954 und 1972 strebte er jeweils erfolglos den Einzug in den US-Senat an. In den meisten Fällen verfehlte er bereits die Nominierung seiner jeweiligen Partei. Nur im Jahr 1948 war er Kandidat der Demokraten, unterlag aber bei den Wahlen dem Republikaner Kenneth S. Wherry. In den Jahren 1940, 1950 und 1960 war er erfolgloser Bewerber für das Amt des Gouverneurs von Nebraska und 1938 und 1974 scheiterten seine beiden Versuche, wenigstens zum Vizegouverneur gewählt zu werden. Zwischen 1953 und 1974 war er mit Unterbrechungen Mitglied der Nebraska Legislature.